# Epignoma hirsuta
Epignoma hirsuta är en insektsart som beskrevs av Irena Dworakowska 1977. Epignoma hirsuta ingår i släktet Epignoma och familjen dvärgstritar. Inga underarter finns listade i Catalogue of Life.